# Edinburgh Village
Edinburgh Village es una villa de Trinidad y Tobago, que forma parte de la región de Couva-Tabaquite-Talparo.

## Geografía
La villa abarca parte de la isla Trinidad y limita al norte con Edinburgh Gardens (perteneciente al borough de Chaguanas), al sur y al este con Carlsen Field y al oeste con Chandernagore.

## Demografía
Datos demográficos de la villa de Edinburgh Village:
| Gráfica de evolución demográfica de Edinburgh Village entre 2000 y 2011 |
|                                                                         |